# Dąbrówka Kujawska
Dąbrówka Kujawska – wieś w Polsce położona w województwie kujawsko-pomorskim, w powiecie inowrocławskim, w gminie Złotniki Kujawskie.
W latach 1975–1998 miejscowość administracyjnie należała do województwa bydgoskiego.

## Położenie
Dąbrówka Kujawska usytuowana jest na północnym skraju Wysoczyzny Kujawskiej u podnóża krawędzi Kotliny Toruńskiej. Miejscowość sąsiaduje od północy z Jakubowem i Dziemionną (powiat bydgoski), od zachodu z Jeżewem (powiat żniński), a od wschodu z Krążkowem (powiat inowrocławski). 
Pod względem fizyczno-geograficznym leży w obrębie Pojezierza Wielkopolskiego w mezoregionie Równina Inowrocławska.

## Charakterystyka
Dąbrówka Kujawska to wieś sołecka usytuowana w północnej części gminy Złotniki Kujawskie. Zabudowa wsi rozciąga się na północ od drogi łączącej Łabiszyn ze Złotnikami Kujawskimi. Najstarsza część wsi znajduje się na palczastej ostrodze morenowej (85 m n.p.m.) opadającej na północy ku Kotlinie Toruńsko-Bydgoskiej, a od południa ograniczonej dolinką erozyjną odwadnianą ciekiem wodnym. Terytorium sołectwa obejmuje głównie tereny rolnicze, użytkowane w dużej części jako grunty orne. 

## Historia
W okresie przedrozbiorowym Dąbrówka była wsią szlachecką. W XVI wieku należała do parafii katolickiej w Pęchowie, w dekanacie bydgoskim oraz w powiecie bydgoskim. W II połowie XVI wieku właścicielem wsi był J. Pławiński. Areał ziem uprawnych wynosił 2 i pół łana. W 1757 r. wzmiankowana jest Dąbrówka jako osada powstała na gruntach i łąkach wsi kościelnej Kolankowo. Oznacza to rozwój wsi także na terenach położonych poniżej Wysoczyzny Kujawskiej. 
Spis miejscowości rejencji bydgoskiej z 1860 r. podaje, że w Dąbrówce (niem. Dombrowken) w powiecie inowrocławskim mieszkało 223 osób (179 ewangelików, 144 katolików) w 12 domach. Najbliższa szkoła elementarna znajdowała się w Jakubowie (ewangelicy) i Jeżewie (katolicy). Miejscowość należała do parafii katolickiej w Pęchowie i ewangelickiej w Łabiszynie. Na południe od wsi znajdowała się cegielnia. 
W czasie powstania wielkopolskiego (1919 r.) w Tarkowie Dolnym, Krążkowie, Palczynie i Dąbrówce Kujawskiej stacjonowały polskie wojska powstańcze. Próby podejścia pod Bydgoszcz zakończyły się niepowodzeniem, mimo przejściowych sukcesów, m.in. opanowania Nowej Wsi Wielkiej i Brzozy. 
W styczniu 1920 roku na mocy traktatu wersalskiego miejscowość znalazła się w granicach odrodzonej Polski. Wieś nadal znajdowała się w powiecie inowrocławskim. Nazwę wsi zmieniono na Dąbrówka Kujawska. W 1934 r. w wyniku reformy administracyjnej włączono ją w skład gminy wiejskiej Złotniki Kujawskie. Mieszkańcy wsi czynili jednak starania o włączenie ich do powiatu bydgoskiego.
Dla upamiętnienia walk podczas powstania wielkopolskiego w Dąbrówce Kujawskiej postawiono okolicznościowy pomnik, który został zniszczony przez Niemców jesienią 1939 roku.
W latach 1945–1954 gromada wiejska Dąbrówka Kujawska wchodziła w skład gminy Złotniki Kujawskie w powiecie inowrocławskim. Gromada obejmowała wsie: Kolankowo, Jakubowo i Dąbrówkę Kujawską. W 1948 r. gromada posiadała powierzchnię 616 ha i zaludnienie 192 osób. We wsi istniały wówczas Państwowe Gospodarstwa Rolne, zajmujące obszar 227 ha.
W 1947 roku w dyskusjach na temat nowego podziału administracyjnego przedstawiciele wsi opowiadali się za przywróceniem gminy Nowa Wieś Wielka i włączeniem do niej wsi Dąbrówka. Władze gminy Złotniki Kujawskie wydały zgodę na takie rozwiązanie. Po reformie administracyjnej z 25 września 1954 r. miejscowość włączono jednak do nowo utworzonej gromady Palczyn, a po jej likwidacji w 1959 roku – do gromady Lisewo Kościelne. Mieszkańcy wsi Dąbrówka Kujawska i Krążkowo wystąpili wówczas do Prezydium Powiatowej Rady Narodowej w Inowrocławiu z wnioskiem o włączenie ich wsi do gromady Nowa Wieś Wielka. Starania te zakończyły się niepowodzeniem, a wsie pozostały w gromadzie Lisewo Kościelne. 1 stycznia 1972 roku gromadę Lisewo Kościelne (z wsią Dąbrówka Kujawska) wcielono do gromady Złotniki Kujawskie. Rok później podczas reformy administracyjnej gromada ta przekształciła się w gminę Złotniki Kujawskie, która od 1999 r. włączona jest w skład powiatu inowrocławskiego.  

## Zabytki
Według rejestru zabytków NID na listę zabytków wpisany jest park dworski z pocz. XIX w., nr rej.: A/338/1 z 27.10.1992.